# Fall Hefenhofen

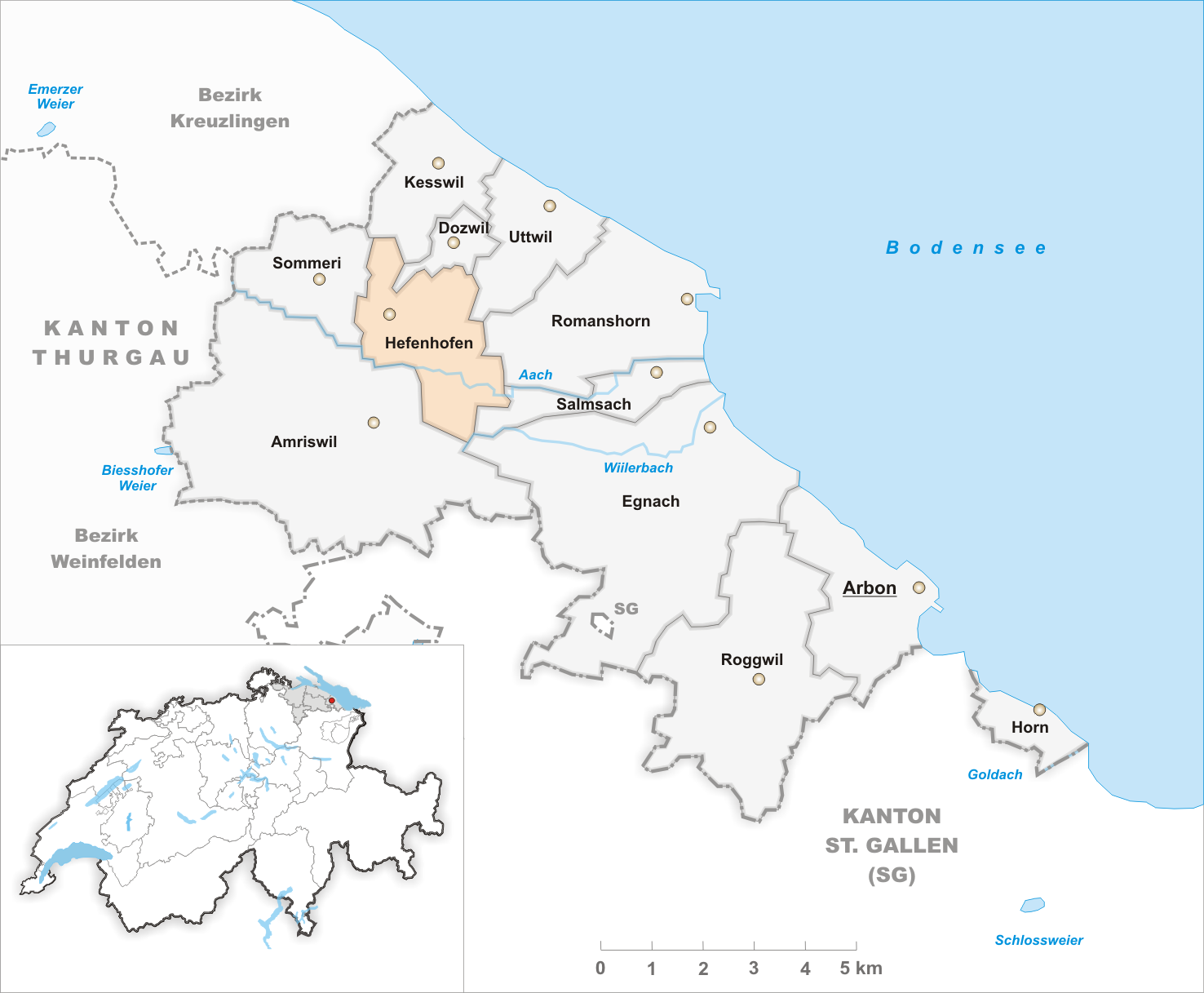
Lage der Gemeinde Hefenhofen

Beim Fall Hefenhofen handelt es sich mutmasslich um den komplexesten und umfassendsten Tierschutzfall der Schweiz. Schauplatz des seit ungefähr 2003 andauernden Falls ist ein Landwirtschaftsbetrieb im Ortsteil Brüschwil in der thurgauischen Gemeinde Hefenhofen in der Nähe des Bodensees.
In diesem Betrieb wurden zwischen 2003 und 2017 wiederholt Tierschutzmängel festgestellt, darüber hinaus verstiess der dafür hauptverantwortliche damalige Eigentümer dieses Hofes gegen weitere Gesetze, ohne dass entsprechende Straf- und Verwaltungsverfahren eine nachhaltige Besserung erwirken konnten. Obwohl Missstände über Jahre bekannt waren, konnte eine Räumung des Hofes erst 2017 durchgesetzt werden, dies sechs Tage, nachdem Fotos von verwahrlosten Pferden von diesem Hof den Medien zugespielt worden waren.
Die im Auftrag des Kantons Thurgau darauf eingesetzte Untersuchungskommission stellte 2018 in ihrem Bericht Fehlentscheide und Versäumnisse seitens der Kantonsregierung und verschiedener kantonaler Behörden fest. Durch einen Massnahmenkatalog sollen derartige Fälle künftig verhindert werden.
Die Hauptverhandlung am Bezirksgericht Arbon dauerte vom 1. bis zum 21. März 2023. Der Hauptangeklagte wurde in allen Hauptanklagepunkten freigesprochen und einzig wegen Tierquälerei teilweise für schuldig befunden, wofür er zu einer bedingten Freiheitsstrafe von acht Monaten verurteilt wurde. Daneben mussten sich auch zwei Metzger vor Gericht verantworten, da sie illegalen Fleischhandel mit Kümmerern betrieben haben sollten, in welchen auch der beschuldigte Bauer verwickelt gewesen sein soll. Beide Metzger erhielten einen Freispruch. Die Ex-Freundin des Bauern wurde wegen mehrfachen Bruchs amtlicher Beschlagnahmung verurteilt. Sämtliche Urteile sind derzeit noch nicht rechtskräftig.

## Chronologie

### Bis zur ersten Verurteilung im Rahmen des Tierschutzgesetzes 2003
Aktenkundig ist der Bauer seit 1997. Damals wie auch bei späteren Vorfällen bis 2003 ging es um Drohungen gegen Beamte, darunter auch eine Morddrohung.
Hingegen datierte die erste Klage betreffend seiner Tierhaltung von 2003, als die Staatsanwaltschaft dem Bauern illegales Schlachten bei mangelnder Hygiene vorwarf. Das Fleisch wurde in das von Verwandten geführte Restaurant geliefert, das neben dem Hof liegt. Das hierfür auf dem Bauernhof gelagerte Fleisch war von «unzähligen Maden und sonstigem Ungeziefer» befallen; aufgedeckt wurde das durch eine unangemeldete Kontrolle des Kantonstierarztes am 5. April 2002. Der Bauer wehrte sich so gegen die Inspektion, dass der Kantonstierarzt leicht verletzt wurde und drohte dem Kantonstierarzt auch telefonisch. Ausserdem betrieb er das in der Schweiz verbotene Schächten. Verurteilt wurde er am 10. November 2003 zu 2000 Franken Busse und einem Monat Gefängnis bedingt, wegen Widerhandlungen gegen das Tierschutzgesetz sowie wegen Drohungen gegen Behörden und Beamte.

### Vorfälle 2005

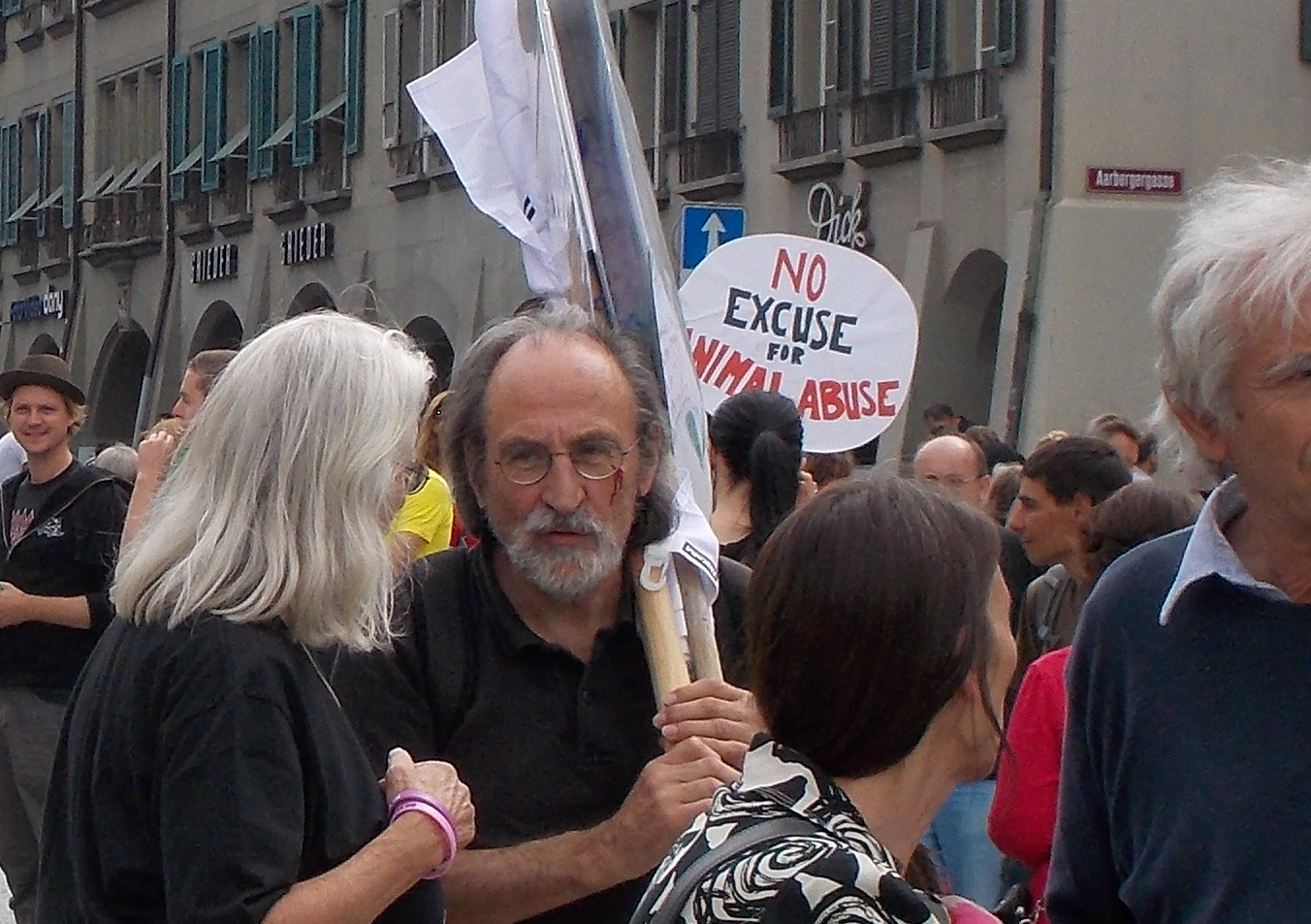
Erwin Kessler, hier an einer Tierrechtsdemonstration (2014)

Der Tierschützer Erwin Kessler vom Verein gegen Tierfabriken (VgT) bekam Hinweise auf eine mögliche verbotene Anbindehaltung von Pferden. Er besuchte am 13. Mai 2005 den Hof mit dem Ziel, das fotografisch festzuhalten. Der Vater des Bauern ging gewalttätig gegen Kessler vor und drohte, ihm das Genick zu brechen. Die Anklage diesbezüglich wurde von der Thurgauer Justiz, wie vom Bundesgericht bestätigt, verschleppt, weswegen der Vater des Bauern erst vier Jahre später dafür verurteilt wurde: Einfache Körperverletzung, mehrfache Drohung und Sachbeschädigung, darüber hinaus auch wegen Tierquälerei. Um ein unruhiges Pferd beschlagen zu können, misshandelte es der Vater so lange, bis es starb. Bei der Befragung gab der Sohn an, das Pferd sei ein «Rüpel» gewesen, dem man «die Rübe wegschlagen» sollte. Vier Wochen nach dem Besuch von Erwin Kessler wurde der Bauer gegen einen Kontrolleur des Veterinäramtes gewalttätig; wegen dieser wie auch weiterer Tätlichkeiten kam es zu Bussen.

### Vorfälle von 2006 bis zur Haftstrafe 2013
2006 und 2007 wurden Medien auf den Hof in Hefenhofen aufmerksam. In der Folge kam es zu häufigen Hinweisen auf die Zustände am Hof, unter anderem zu lahmenden Kälbern oder tierschutzwidriger Haltung. Besucher, ob Tierschutzvertreter oder Behörden, wurden jedoch bis auf einige Ausnahmen unter Drohungen weggeschickt.
2007 beantragte der Bauer die Umnutzung eines Stalls von der Mutterkuh- und Pferdehaltung ausschliesslich zur Pferdehaltung. Dies wurde ihm verwehrt, er vollzog es dennoch eigenmächtig. Tierschutzvorschriften zur Pferdehaltung wurden hierbei systematisch verletzt; 2008 wurde der Bauer deshalb vom Bezirksgericht Arbon in Abwesenheit zu einer Geldstrafe von 9000 Franken und einer Busse von 2000 Franken verurteilt. Das Gericht stellte dabei fest, dass ihm Einsicht und Selbstreflexion fehlten. Der Halter zog das Urteil vergeblich weiter bis ans Bundesgericht (6B_711/2009). Darüber hinaus entzog die Armee 2008 dem Bauern den Auftrag, Freiberger-Pferde für sie zu züchten, da er in vielen Bereichen der Pferdehaltung die Tierschutzvorschriften verletzte.
Im Herbst 2009 sollte eine Inspektion seitens des Kantonstierarztes durchgeführt werden. Dabei griff der Bauer den Tierarzt körperlich an und drohte ihm mit einer Pistole, nach eigenen Angaben mit einer Plastikpistole. Deshalb wurde er 2010, rechtsgültig erst nach einem Bundesgerichtsentscheid (6B_592/2011) am 5. Dezember 2011, zu einer unbedingten Gefängnisstrafe von neun Monaten verurteilt, die er im Dezember 2012 antrat.
Die Tätlichkeiten eskalierten am 10. September 2010 bei einer Nachkontrolle. Der Bauer ging mit einem Metallschaber mit Holzstiel auf einen Kantonsmitarbeiter los und rief ihm zu: «I schloh di abä, i bring di um.» Begleitende Polizisten mussten die Dienstwaffe ziehen und Pfefferspray einsetzen.

### Konflikte mit Gläubigern 2010
Einer seiner Gläubiger beschuldigte den Bauern, er habe dessen Fohlen in den Schwemmkanal des Hofes geworfen. Bei einem anderen Gläubiger wurde die Fensterscheibe durch zwei Schüsse beschädigt. In der Folge fand eine Durchsuchung beim Bauern statt, bei der mehrere Waffen samt Munition entdeckt wurden. Der Bauer wurde in Untersuchungshaft und in der Folge für wenige Wochen in die psychiatrische Klinik Münsterlingen gebracht. Ihm konnte diesbezüglich aber nichts angelastet werden. Das Bundesgericht, das den Fall abschliessend beurteilte, sprach dem Bauern eine Entschädigung von einigen Tausend Franken zu, statt der von ihm geforderten 247'999 Franken.

### Nach der Haftstrafe ab 2013
Von Dezember 2012 bis Mai 2013 sass der Bauer seine Gefängnisstrafe in Form einer Halbgefangenschaft ab.
Zwischen 2013 und 2017 gab es keine Verurteilungen mehr, allerdings nach wie vor Beanstandungen seitens des Veterinäramtes, insbesondere betreffend lahmende Pferde, nicht fachgerechtes Töten und Entsorgen der Kadaver, mangelnde Pflege und Missachtung von Empfehlungen der Kontrolleure. Allfällig verfügte Massnahmen deswegen zog der Bauer jeweils bis ans Bundesgericht weiter.
Eine Folge der Missstände war die Auferlegung eines Teil-Tierhalteverbots am 8. August 2013, einer Beschränkung auf 60 Pferde. Am 6. Oktober 2014 wurde ein Total-Tierhalteverbot erlassen, dieses hob das Bundesgericht jedoch 2016 wegen Verweigerung des rechtlichen Gehörs auf. Im Juli 2015 verordnete das Veterinäramt die Sicherstellung eines Fohlens, verhindert wurde dies, indem der Bauer es mit einem Bolzenschussgerät tötete – in Gegenwart der Polizei. Der Staatsanwaltschaft blieb daher nichts anderes übrig, als die Sicherstellung eines Beines dieses Fohlens zu verfügen, was der Bauer «mit einem grossen Lachen» verweigerte.

### Verschlechterung der Pferdehaltung ab 2015
Als 2015 die Ehe des Bauern auseinanderging, verschlechterte sich die Pferdehaltung massiv. Die Behörden bekamen 2017 diesbezüglich vermehrt Hinweise. Das Bundesamt für Lebensmittelsicherheit und Veterinärwesen rapportierte im Februar 2017, dass der Bauer vermutlich nicht fähig sei, Tiere zu halten. Dies zeigten verschimmeltes Brot und Verschmutzung im Schweinestall sowie 140 Pferde statt der deklarierten 54. Dennoch verhandelte das zuständige kantonale Departement für Inneres und Volkswirtschaft (DIV) weiter mit dem Bauern und machte ihm Zugeständnisse, so durfte er fortan 80 Pferde halten.
Ende Juni 2017 berichtete eine Hufpflegerin über «schockierende Zustände», am 14. Juli bekam das Veterinäramt von einer ehemaligen Mitarbeiterin des Hofes eine Fotodokumentation des Hofes. Eine Strafanzeige wegen Tierquälerei ging am 24. Juli ein.

### Räumung 2017 und Nachwirkungen
Am 2. August 2017 veröffentlichte die Boulevardzeitung Blick einzelne Bilder der Frau, die Strafanzeige eingereicht hatte: «In den letzten Monaten starben mindestens 13 Pferde, die er tagelang tot in der Herde liess.» Am 8. August 2017 wurde der Hof im Auftrag des Regierungsrates mit einem grossen Polizeiaufgebot unter Unterstützung des Militärs geräumt. Die Regierung bestreitet einen Zusammenhang mit der Veröffentlichung im Blick, dennoch wird auf Grund der schnellen Reaktion angenommen, dass die Veröffentlichung der Bilder und deren Folgen (Berichterstattung anderer Medien, Belagerung des Hofes durch Tierschützer etc.) zur schnellen Räumung führten. Sichergestellt wurden 93 Pferde, rund 50 Kühe, 80 Schweine, Ziegen und Schafe sowie vier Lamas. Die Tiere wurden der Armee übergeben. Fünf Tiere mussten eingeschläfert, ein Drittel der Schweine auf Grund von Knochenbrüchen oder Krankheiten notgeschlachtet, zwei Drittel der Kühe aus «wirtschaftlichen Gründen» geschlachtet werden. Für den Bauern wurde eine fürsorgliche Unterbringung angeordnet.
Am 17. August wurde beim Kompetenzzentrum Veterinärdienst und Armeetiere in Schönbühl die Versteigerung der Tiere durchgeführt. Die Versteigerung nur neun Tage nach der Räumung empfanden Tierschutzorganisationen und einige Politiker als zu überhastet. Da die Erwerber per Los ermittelt wurden, konnte gemäss Kantonsrat Jost Rüegg (Grüne) die «Qualität der neuen Plätze» nicht überprüft werden, darüber hinaus habe es vor Ort noch Weiterverkäufe gegeben. Das alles sei nicht die Absicht des Tierschutzes gewesen.

### Anklage und Prozesse
Im März 2022 erhob die Staatsanwaltschaft Bischofszell Anklage wegen mehrfacher Widerhandlung gegen das Tierschutz- und das Tierseuchengesetz sowie weiterer mutmasslicher Verfehlungen. Für den Beschuldigten verlangte sie eine Haftstrafe von sechseinhalb Jahren, eine Busse, eine Geldstrafe und Schadenersatz in Höhe von 27'200 Franken. Auch sollte er 20 Jahre keine Tiere mehr halten dürfen. Die Anklageschrift umfasste 40 Seiten, zu den Vergehen gegen die Tierschutz- und die Tierseuchengesetzgebung kam eine grosse Zahl anderer Delikte, wie Widerhandlungen gegen das Lebensmittelgesetz, Hausfriedensbruch, Verletzungen von Verkehrsregeln sowie Missbrauch von Ausweisen und Nummernschildern.
Die Hauptverhandlung am Bezirksgericht Arbon begann am 1. März 2023 und endete am 21. März 2023 mit der Urteilsverkündung. Der Beschuldigte wurde in allen Hauptanklagepunkten freigesprochen und einzig wegen Tierquälerei teilweise für schuldig befunden, wofür er zu einer bedingten Freiheitsstrafe von 8 Monaten verurteilt wurde. Als Genugtuung sollte er 6000 Franken erhalten. Die Staatsanwaltschaft kündigte an, in Berufung zu gehen. Um den Druck auf ein gerechteres Urteil zu erhöhen, führte der Schweizer Tierschutz eine Unterschriftensammlung durch. Im März 2025 entschied das Thurgauer Obergericht (noch nicht rechtskräftig), dass der Fall neu verhandelt werden muss.
Ende Juli 2022 gab die Staatsanwaltschaft bekannt, dass sie ausserdem Anklage gegen den damaligen Kantonstierarzt und drei seiner Mitarbeiter erhoben habe, wegen Amtsmissbrauchs und Begünstigung, vorwiegend begangen durch Unterlassung, da es der Kantonstierarzt trotz der bekannten Probleme und trotz wiederholter Klagen aus der Bevölkerung unterlassen habe, Tierhalteverbote durchzusetzen. Der Prozess am Bezirksgericht Frauenfeld lief vom 24. Januar bis am 19. März 2024, die Angeklagten wurden in allen Punkten freigesprochen. Es gehe nicht darum, ob anders hätte gehandelt werden sollen, sondern ob sich jemand strafrechtlich verantwortlich gemacht habe, sagte der Gerichtspräsident in der mündlichen Urteilsbegründung: «Wir sind zum Schluss gekommen, dass dies nicht der Fall ist.»

## Person
Beim Bauern handelt es sich um einen 1968 geborenen Familienvater aus Scherzingen. Der verheiratete und seit 2015 getrennt lebende Bauer hat gemäss der NZZ acht Söhne. Er übernahm 1995 den Landwirtschaftsbetrieb in Hefenhofen von seinem Vater, der 2017 verstarb. Als Biobauer verzichtete er bei der Übernahme auf Hochleistungskühe und produzierte Schlachtvieh im Rahmen der subventionsberechtigten Tierwohlprogramme RAUS (regelmässiger Auslauf im Freien) und BTS (besonders tierfreundliche Stallhaltungssysteme).
Per 2005 hatte er weder steuerbares Einkommen noch Vermögen, darüber hinaus gibt es keine zuverlässigen Daten über seine finanzielle Situation, da er spätere Steuererklärungen nicht ausfüllte. Dokumentiert ist die Eigentümerschaft «eines Hofs in Polen». Die Gerichtsverfahren kosteten den Bauern rund 100'000 Franken, dazu kamen Anwaltshonorare. Angesichts seiner finanziellen Situation stellte er Anträge auf unentgeltliche Rechtspflege, die ihm im Rahmen der Verwaltungsverfahren teils zugebilligt wurde, insgesamt in der Höhe von rund 40'000 Franken. Dazu kamen zwischen 2008 und 2013 Bundessubventionen von rund 73'500 Franken pro Jahr für Flächenbeiträge und für Öko-Direktzahlungen sowie Tierhalter- und Tierwohlbeiträge.
In den Medien wie auch in kantonalen Veröffentlichungen wurde der Bauer nicht einheitlich genannt, mit seinen Initialen U. K. oder mit dem Vornamen Ulrich K., teils aber auch mit vollem Namen. In den Medien oft verwendete Bezeichnungen waren «Tierquäler von Hefenhofen», «Pferdequäler von Hefenhofen» oder «Pferdequäler Ulrich K.».
Beim Hof in Brüschwil bei Hefenhofen handelte es sich um einen Landwirtschaftsbetrieb, in dem Pferdezucht und Viehwirtschaft betrieben wurden. Nach der Räumung lagerten 2018 dort Fahrende. Wegen des Konkurses des Bauern wurde der Hof am 5. Dezember 2023 in einer Zwangsversteigerung veräussert.

## Aufarbeitung des Falls
Der Neuen Zürcher Zeitung lagen 50 Gerichtsurteile in dieser Sache vor, davon alleine 15 Bundesgerichtsurteile. Aus diesen Unterlagen ging gemäss der Zeitung hervor, dass der Bauer wegen systematischer Tierquälerei und weiteren Delikten verurteilt worden war. Er tue das, so Richter, «wissentlich und willentlich», er zeige gar keine Tierliebe. Seine Haltung gegenüber Menschen sei nicht besser gewesen. Allfällige Urteile zog er in der Regel bis vor das Bundesgericht weiter und widersetzte sich ihnen nötigenfalls unter Gewaltandrohung. Die Behörden waren mit dem Bauern überfordert, was dazu führte, dass der Hof quasi ein rechtsfreier Raum war.

### Rolle der Thurgauer Behörden
Die Neue Zürcher Zeitung statuiert ein Versagen der Thurgauer Behörden.
Strafrichter verurteilten den Bauern mehrfach wegen Verstössen, unter anderem gegen das Tierschutzgesetz. Sie betonten, dass die Zustände auf dem Hof untragbar seien. Die Kompetenz für das Erlassen und Durchsetzen von Tierhalteverboten liegt aber nicht beim Strafgericht, sondern bei der Verwaltungsjustiz. Damit betraut ist das Veterinäramt unter fachlicher Leitung des Kantonstierarztes im Departement für Inneres und Volkswirtschaft (DIV). Obwohl tätliche Angriffe und Morddrohungen die Behörden einschüchterten, zeigte der Kantonstierarzt wiederholt Milde, da der Bauer acht Buben zu ernähren habe und somit ein Tierhalteverbot seine Existenz bedroht hätte. Anderseits wurde das Veterinäramt von Erwin Kessler (VgT) unter Druck gesetzt.
Das Arboner Bezirksgericht forderte 2008 das Veterinäramt explizit auf, ein Tierhalteverbot zu erlassen, da eine Fortführung der Haltung für die Tiere fatal wäre. Das Amt verzichtete darauf, stattdessen erliess es eine Verfügung, was verbessert werden müsse. Diese Verfügung focht der Bauer bis zum Bundesgericht an, weswegen die juristischen Voraussetzungen dafür erst 2011 gegeben waren. Umgesetzt wurde die Verfügung aber nicht: Im Gegensatz zu allen früheren und späteren Kontrollen wurden bei einer Nachkontrolle durch das Veterinäramt plötzlich keine Mängel mehr festgestellt. Das genügte, dass der Bauer wie bis anhin Tiere halten durfte. Das Protokoll dieser Nachkontrolle blieb unauffindbar.
Aufgrund der widersprüchlichen Feststellungen – einerseits bei der Tierhaltung stehe alles zum Besten, obwohl Berichte fehlten, anderseits der Bauer komme den Anforderungen des Tierschutzes nicht nach – blieb Gerichten teils nichts anderes übrig, als im Zweifelsfall für den Angeklagten zu urteilen. Daher mussten auch bis dahin vorenthaltene Subventionen von über 100'000 Franken nachgezahlt werden.
2013, nachdem der Bauer eine Haftstrafe abgesessen hatte, wurde wieder eine Kontrolle durchgeführt. Trotz Mängeln wurde ihm eine weitere Chance gegeben, bis im Oktober 2014 ein totales Tierhalteverbot erlassen wurde. Allerdings wehrte sich der Bauer bis vor Bundesgericht dagegen. Er bekam im Juli 2016 Recht, ursächlich dafür war ein «grober Verfahrensfehler» der Thurgauer Behörden: Dem Bauern war die Akteneinsicht verwehrt worden. Deshalb war das Tierhalteverbot nichtig. Aufgrund nicht tiergerechter Haltung waren dem Bauern 40'000 Franken an Tierhalter- und Tierwohlbeiträgen vorenthalten worden, diese mussten aufgrund des Urteils nachgezahlt werden.
Wegen des Falls Hefenhofen bildete der Regierungsrat im April 2014 eine Arbeitsgruppe, sie löste sich aber nach 20 Monaten und elf Sitzungen ohne Ergebnis auf. Als Walter Schönholzer 2016 als Vorsteher des DIV Kaspar Schläpfer ablöste, wurde eine Mediation versucht, diese scheiterte ebenfalls. Die Veröffentlichung von Fotos im Blick gab gemäss der Neuen Zürcher Zeitung das Signal zur endgültigen Räumung unter Polizeiaufgebot sechs Tage später; in der Antwort auf eine Interpellation verneinte die Thurgauer Regierung im November 2018 jedoch diesen Zusammenhang.

### Untersuchungskommission und -bericht 2017–2018
Nach der Räumung des Hofes setzte die Thurgauer Regierung eine Untersuchungskommission ein, geleitet vom ehemaligen Zuger Regierungsrat Hanspeter Uster. Deren Bericht wurde am 31. Oktober 2018 vorgestellt.
Gemäss dem Bericht waren die Behörden unsicher im Umgang mit dem Bauern von Hefenhofen, aufgrund wiederholter Morddrohungen und Tätlichkeiten auch aus Sorge um die Sicherheit der Mitarbeiter. Darüber hinaus funktionierte die Kommunikation zwischen den Behörden nicht. Meinungsverschiedenheiten führten dazu, dass das Tierwohl nicht mehr gewährleistet werden konnte. Deren Unsicherheiten wiederum bestärkten den Bauern in seinem Handeln: «Alle hatten Angst vor [ihm]. Dieser kann sich alles erlauben, und es passiert nie etwas». Ein Mitgrund dafür, dass es so gekommen ist, sei die Einschätzung, dass ausserhalb seines Hofes keine Gefahr von ihm ausgehe. Dennoch konnte er Kantonsbehörden soweit drohen, dass beispielsweise auf Grund eines Alarms das Verwaltungsgebäude des für ihn zuständigen DIV geschlossen werden musste, wie im April 2013 geschehen.
Der Kantonsregierung warf die Kommission vor, dass sie ihre Möglichkeiten nicht effektiv eingesetzt habe, andernfalls hätte zumindest ein teilweises Tierhalteverbot bereits 2007 bis 2009 durchgesetzt werden können.
Der Bericht kommt zu der Überzeugung, dass das DIV schon vorher hätte erkennen müssen, dass in diesem Fall eine Zusammenarbeit mit dem Bauern in Form von Mediationen oder ähnlichen Massnahmen nicht erfolgreich sein würde, vielmehr hätte «rasch und zielgerichtet» gehandelt werden müssen. Die mediale Eskalation 2017, beginnend mit der Fotoreportage des Blicks und der Auflösung des Hofes, wurde fast als Erlösung wahrgenommen.
Der Regierungspräsidentin des Thurgaus, Cornelia Komposch, nach habe der Schlussbericht die Thurgauer Regierung «betroffen bis erschüttert» zurückgelassen. Die Regierung akzeptierte den Untersuchungsbericht, stellte sich aber auf den Standpunkt, dass Fehlentscheide und Versäumnisse nicht einem Amt oder einer Person anzulasten wären, daher ziehe der Fall Hefenhofen keine personellen Konsequenzen nach sich.
An der Pressekonferenz empfahl der Leiter der Kommission, Hanspeter Uster, eine Optimierung des Tierschutzes im Kanton Thurgau. Insbesondere soll neben verbesserter juristischer Unterstützung des Veterinäramtes eine Tierschutzkommission gegründet werden. Gewünscht wird überdies ein Tierschutzdachverband mit Beschwerderecht. Die Regierung signalisierte Bereitschaft, mehrere Vorschläge diesbezüglich aufzunehmen, und beschloss ihrerseits bereits acht Massnahmen, die in ihrer Kompetenz lagen. Unter anderem soll bei Bedrohungen künftig immer die Kantonspolizei beigezogen werden, und Polizisten sind im Bereich des Tierschutzes zu sensibilisieren.

### Reaktionen auf die Untersuchung

#### Tierschutz
Heinz Lienhard, der Präsident des Schweizer Tierschutzes (STS), ist der Meinung, die Probleme können nicht durch eine Umstrukturierung der Verwaltung gelöst werden, viel mehr bestehe das Problem darin, dass der Kanton Thurgau den Tierschutz finanziell nicht unterstützt: Parlament und Regierungen sind nicht bereit, etwas zu machen, was kostet. Als Folge dessen seien in der Vergangenheit keine «unverhältnismässigen», weil kostspieligen, Massnahmen erwogen worden. Er selbst wusste im Vorfeld von der Tragweite dieses Fall nichts.
Erwin Kessler (VgT) erachtete die angekündigten Verbesserungen in Folge des Untersuchungsberichtes als «grosses Blabla», insbesondere weil die aus seiner Sicht dafür verantwortlichen Personen, der Kantonstierarzt – der während aller Jahre derselbe war – und der Regierungsrat Walter Schönholzer weiterhin amten dürfen.

#### Politik
Der Kostenaufwand für die Untersuchung lag bei 818'000 Franken. Seitens der Kantonsräte begrüsste Jost Rüegg (Grüne) zwar den Untersuchungsbericht, kritisiert wurden von ihm wie auch von anderen Kantonsräten (so Ueli Fisch, GLP oder Hermann Lei, SVP) allerdings die Kosten des Berichtes, denn die dargelegten Erkenntnisse hätte man billiger haben können. Das sei «zu viel Geld, um zu merken, dass es einen zusätzlichen Juristen und eine Fachgruppe für Tierschutzfälle braucht», so Hermann Lei, der nebenbei den Kantonstierarzt verteidigte: Er habe womöglich zu wenig Unterstützung gehabt. Pascal Schmid (SVP) kritisierte Fehlleistungen, insbesondere wurden Fristen verpasst, Verfahrensfehler begangen und untaugliche Verfügungen erlassen, mit der Folge, dass das totale Tierhalteverbot nicht eher durchgesetzt werden konnte.

#### Medien
Christian Kamm, Redaktionsleitungsmitglied der Thurgauer Zeitung, bemängelte, dass die Untersuchung sich einzig auf Verfahren, Abläufe und so weiter konzentriert habe und weniger auf personelle Fehlleistungen. Alt-Regierungsrat Schläpfer, der während seiner ganzen Amtszeit mit diesem Fall zu tun hatte, hätte mehr erreichen können, es habe an entschlossener Führung gefehlt. Auch wenn dem Kantonstierarzt nicht die alleinige Verantwortung zugeschrieben werden könne, hätte er dennoch zurücktreten sollen: Er könne «bar jeder Autorität» sein Amt nicht länger sinnvoll führen. Durch das Versäumen zeige die Regierung, dass sie wieder aufs alte Geleise gerate: «Lieber niemandem zu nahe treten und keine Konsequenzen ziehen». Eine ungesunde Nähe zwischen Behörden und Bürgern habe das Ganze erst ermöglicht – was symptomatisch für viele kleinere und mittelgrosse Kantone sei, man kenne sich, man schone sich, man helfe sich gegenseitig aus der Patsche –, so Stefan Schmid, Chefredaktor des St. Galler Tagblatts: Die Probleme seien nicht die Gesetze, sondern deren Vollzug.

#### Politische Folgen
Als Folge beschloss der Bundesrat, dass ab 2020 statt bisher 10 Prozent neu 40 Prozent aller Kontrollen unangemeldet erfolgen müssen, der Schwerpunkt liegt dabei bei Betrieben mit Mängeln.